# Linepithema angulatum
Linepithema angulatum es una especie de hormiga del género Linepithema, subfamilia Dolichoderinae. Fue descrita científicamente por Emery en 1894.
Se distribuye por Argentina, Bolivia, Brasil, Colombia, Costa Rica, Ecuador, Panamá, Perú y Venezuela. Se ha encontrado a elevaciones de hasta 2810 metros. Vive en microhábitats como hojas, la hojarasca y madera podrida.